# Glen De Boeck
Glen De Boeck (Boom, 22 agosto 1971) è un allenatore di calcio ed ex calciatore belga, di ruolo difensore.

## Palmarès

### Giocatore
- Campionato belga: 3

Anderlecht: 1999-2000, 2000-2001, 2003-2004
- Supercoppa del Belgio: 3

Anderlecht: 1995, 2000, 2001